# Divišov (Sušice)
Divišov je malá vesnice, část města Sušice v okrese Klatovy v Plzeňském kraji. Nachází se asi 2,5 kilometru jižně od Sušice. Prochází zde silnice II/169. Divišov leží v katastrálním území Divišov u Sušice o rozloze 1,2 km².

## Historie
První písemná zmínka o vesnici pochází z roku 1550.

## Obyvatelstvo
| Rok            | 1869 | 1880 | 1890 | 1900 | 1910 | 1921 | 1930 | 1950 | 1961 | 1970 | 1980 | 1991 | 2001 | 2011 | 2021 |
| -------------- | ---- | ---- | ---- | ---- | ---- | ---- | ---- | ---- | ---- | ---- | ---- | ---- | ---- | ---- | ---- |
| Počet obyvatel | 65   | 97   | 102  | 98   | 100  | 103  | 90   | 75   | 58   | 44   | 36   | 32   | 29   | 29   | 32   |
| Počet domů     | 10   | 12   | 12   | 13   | 15   | 15   | 17   | 15   | 15   | 12   | 13   | 12   | 16   | 18   | 18   |

## Obecní správa
Při sčítání lidu v letech 1850–1959 Divišov byl osadou obce Dlouhá Ves v okrese Klatovy. Od roku 1960 je částí města Sušice v okrese Klatovy.